# Кримске планине
Кримске планине (рус. Крымские горы, укр. Кримскі гори, кт. Qırım dağları) планински су систем на крајњем југу полуострва Крим у аутономној Републици Крим на југозападу Русије. 
Кримске планине чини неколико засебних планинских врхова, а највиши од њих је врх Роман-Кош, на надморској висини од 1.545 метара. Планине су пружају у смеру запад-исток дужином од око 160 километара, ширине око 50 километара, и карактеришу их стрме обале које се на југу местимично готово окомито спуштају ка обалама Црног мора. У њеном подножју је град Јалта.